# Gregor Gazvoda
Gregor Gazvoda, slovenski kolesar, * 15. oktober 1981, Maribor.
Gazvoda je kot tekmovalec za francosko kolesarsko ekipo AG2R La Mondiale. 10. julija 2011 kot prvi slovenski kolesar (in hkrati kot član prve slovenske ekipe) zmagal na dirki ekstra kategorije v kitajski provinci Činghaj. V sezoni 2012 tekmuje za ekipo Ag2r-La Mondiale.